# Trichoptya magna
Trichoptya magna là một loài bướm đêm trong họ Noctuidae.